# Gualococti
Gualococti è un comune del dipartimento di Morazán, in El Salvador.